# HD 190590
HD 190590，又名BD+22 3913，SAO 88163、HR 7677，是一颗恒星，视星等为6.45，位于銀經61.91，銀緯-4.49，其B1900.0坐标为赤經20h 0m 40.1s，赤緯+22° -4.49′ 33″。